# Музей на БМВ
„Музей на BMW“ е музей, посветен на историята на BMW, намиращ се в Мюнхен, Германия, близо до сградата на Централата на BMW. В музея е представена експозиция на автомобилите и мотоциклетите на BMW от цялата история на марката.

## История
Строителството на сградата на музея на BMW е завършено за Олимпиадата през 1972 г.. През 2004 г. музеят е затворен за реконструкция (част от експозицията е изложена близо до музея).
На 21 юни 2008 г. музеят отново е открит, като към помещенията на музея е добавен нов павилион, с който се разширява общата площ на музея до 5000 m². Освен автомобилите и мотоциклетите от миналото тук са изложени съвременни и концептуални модели на BMW.
Ежегодно музеят се посещава от над 250 000 души. Такава сравнително неголяма посещаемост се обяснява практически с пълното отсъствие на реклама.